# Emachines E520
eMachines E520 är en bärbar dator från eMachines. Den har en inbyggd webbkamera.